# زودشکن
زودشکن (نام علمی: Ochna pulchra) نام یک گونه از سرده چشم‌کبوتری‌ها است.